# Sant’Angelo Muxaro
Sant’Angelo Muxaro – miejscowość i gmina we Włoszech, w regionie Sycylia, w prowincji Agrigento.
Według danych na styczeń 2010 gminę zamieszkiwało 1516 osób przy gęstości zaludnienia 23,5 os./1 km².